# Paul Kakai
Paul Kakai (Islas Salomón, 26 de septiembre de 1977) es un exfutbolista de Islas Salomón que jugaba en la posición de centrocampista.

## Carrera

### Club
| Periodo   | Club         |
| --------- | ------------ |
| 2003-2008 | Laugu United |
| 2008-2010 | Makuru FC    |

### Selección nacional
Jugó para Islas Salomón en 13 ocasiones de 2003 a 2004 y anotó un gol, el cual fue en la victoria por 2-1 sobre Fiyi en la Copa de las Naciones de la OFC 2004.